# Allogaster unicolor
Allogaster unicolor är en skalbaggsart som beskrevs av Charles Joseph Gahan 1890. Allogaster unicolor ingår i släktet Allogaster och familjen långhorningar.
Artens utbredningsområde är Zimbabwe. Inga underarter finns listade i Catalogue of Life.